# أمر إطلاق النار (ألمانيا الشرقية)

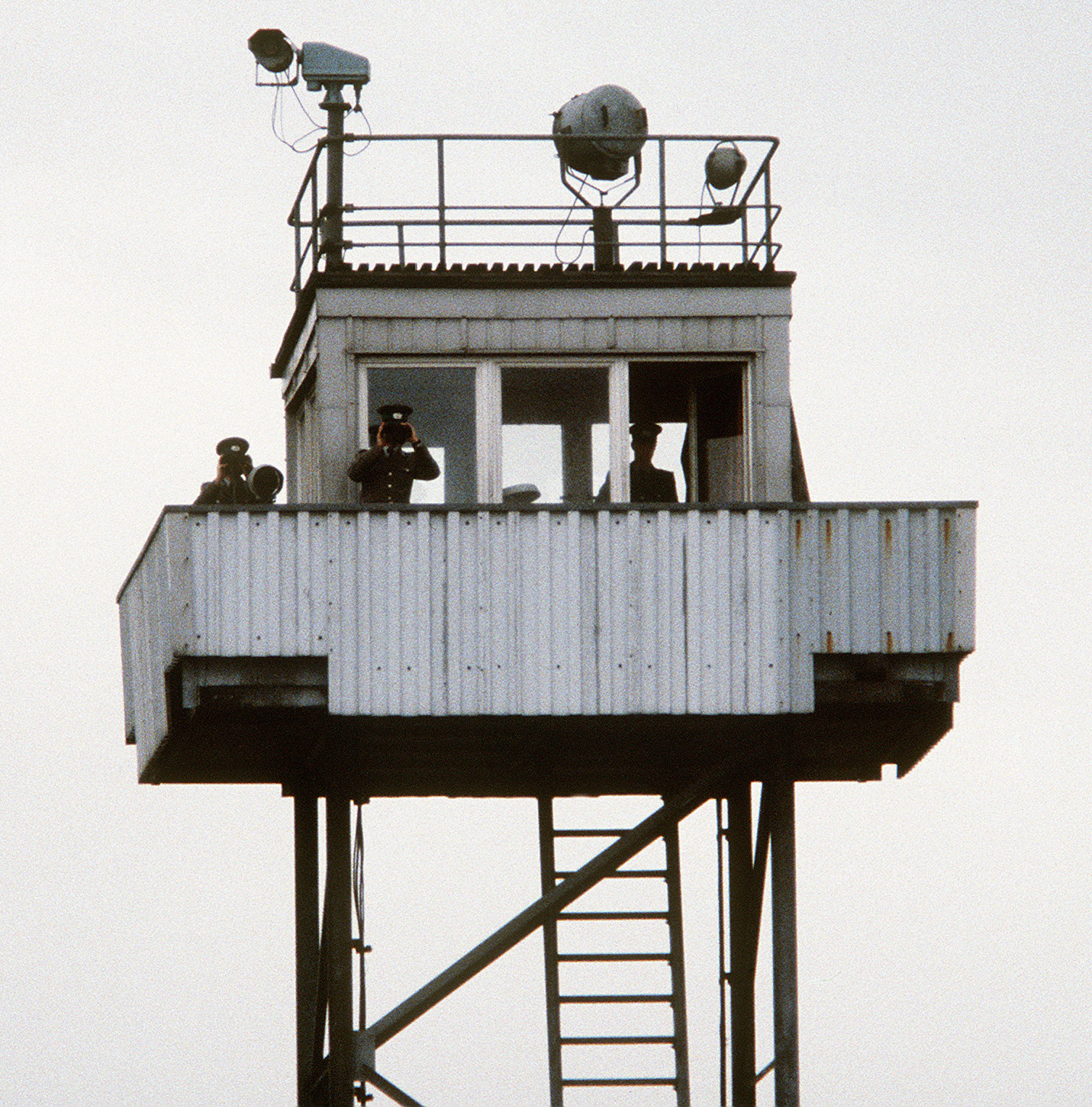
ثلاثة حراس من حرس الحدود في برج مراقبة على الحدود الألمانية الداخلية عام 1984.

أمر إطلاق النار (بالألمانية: Schießbefehl) هو المصطلح في جمهورية ألمانيا الديمقراطية (ألمانيا الشرقية) للأوامر الدائمة التي تسمح باستخدام القوة المميتة من قبل قوات الحدود لمنع الفرار من الجمهورية على الحدود الألمانية الداخلية من عام 1960 إلى عام 1989.
أوصى أمر إطلاق النار الحراس باستخدام الأسلحة النارية لوقف المعابر الحدودية غير المصرح بها في اتجاه ألمانيا الغربية وإجراء لإخفاء الحوادث من الجمهور. تم إصدار أوامر إطلاق النار المختلفة، ولم تكن تعليماتها لمنع مغادرة الألمان الشرقيين رسمية حتى عام 1982، وفي انتهاك للمادة 13 من الإعلان العالمي لحقوق الإنسان، بعدد وفيات يقدر بـ 300 إلى 400 شخص على الحدود الألمانية الداخلية خلال الوجود. بعد إعادة توحيد ألمانيا في عام 1990، اتهمت محكمة مقاطعة برلين زعيم ألمانيا الشرقية إريك هونيكر بتهم القتل الجماعي الناجمة عن الأمر بإطلاق النار، لكن فشله في الصحة والصحة القانونية بشأن الاختصاص القضائي تسبب في التخلي عن محاكمته.

## الإجراء الموصوف
القوات الحدودية لجمهورية ألمانيا الديمقراطية (Grenztruppen der DDR) كانت حرس الحدود لجمهورية ألمانيا الديمقراطية (ألمانيا الشرقية) وحتى أكتوبر 1949 من منطقة الاحتلال السوفياتي، المكلفة بمنع الهجرة الجماعية للألمان الشرقيين إلى الغرب المعروف باسم Republikflucht. كانت القضية مصدر قلق سياسي كبير لحكومة ألمانيا الشرقية، حيث كانت فكرة أن أي مواطن من ألمانيا الشرقية الشيوعية سيهرب بشكل طوعي إلى الغرب الرأسمالي هو مصدر إحراج أيديولوجي، وكان منع مثل هذه الانشقاقات هدفًا قديمًا. في الأصل، لم يتم دمج قوات الحدود رسميًا في القوات المسلحة النظامية، والجيش الشعبي الوطني (NVA)، ولكن كانت تحمل عادةً أسلحة صغيرة على المستوى العسكري مثل بنادق كلاشنيكوف أو بنادق إس كيه إس شبه الآلية. منذ عام 1945، أُعطي حرس الحدود السوفياتي وألمانيا الشرقيون أوامر دائمة يشار إليها عادةً باسم Schießbefehl («أمر إطلاق النار») الذي أمرهم باتباع قواعد معينة للاشتباك عند مواجهة الأشخاص الذين يتحركون بشكل غير قانوني داخل الشريط الحدودي:
- أولاً، أن نطالب "Halt، stehenbleiben، oder ich schieße!" («توقف، قف واقفًا وإلا سأطلق النار»).
- بعد ذلك، أطلق طلقة تحذيرية.
- وأخيرًا، إذا أخفق الهارب في الامتثال، فأطلق رصاصة موجهة، ويفضل أن تكون على الساقين، لإيقاف الشخص.

قيل لقوات الحدود أن تتجنب إطلاق النار في اتجاه برلين الغربية وألمانيا الغربية.

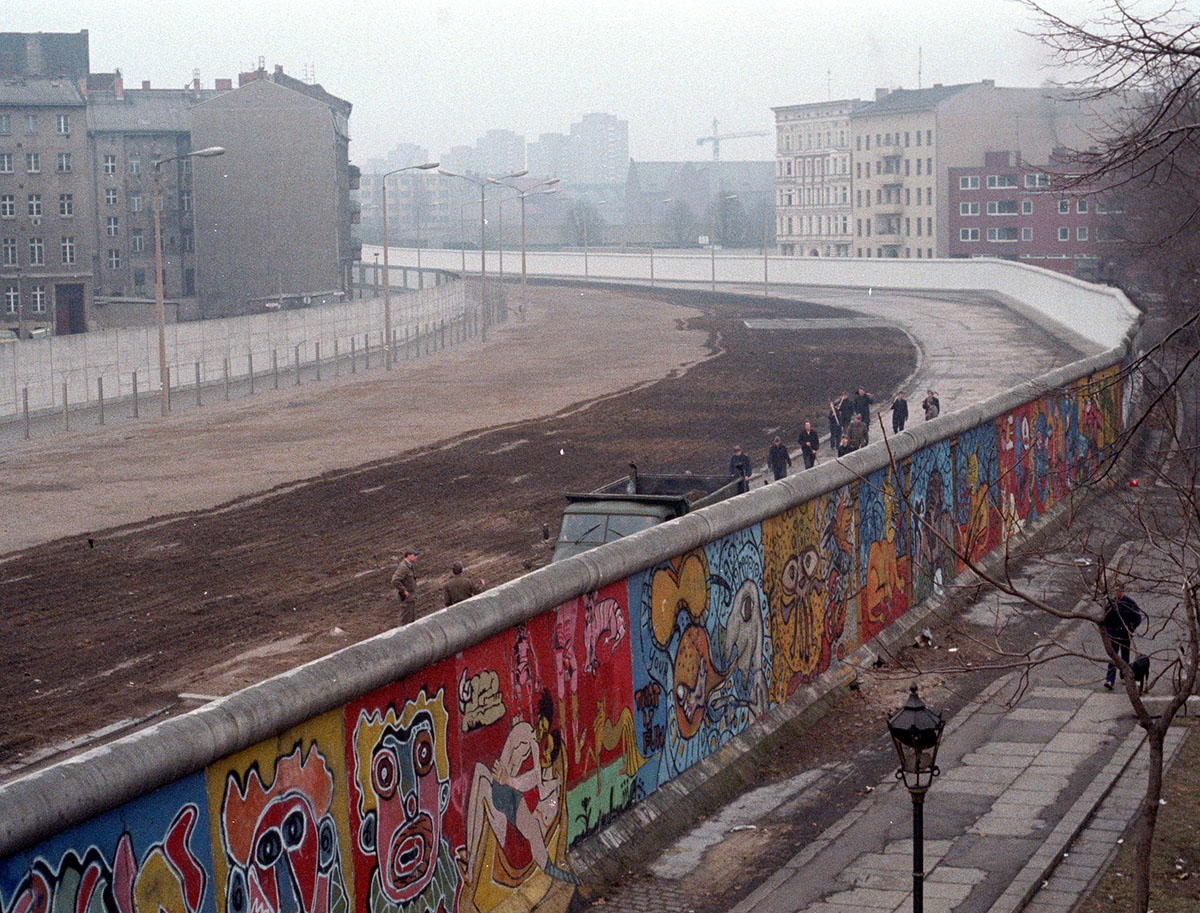
منظر لجدار برلين من برلين الغربية عام 1986، يظهر «شريط الموت» الذي بني على قناة لويزينشتات السابقة في كروزبرج.

## روابط خارجية
- بي بي سي: العثور على «رخصة قتل» E الألمانية